# 전주문정초등학교
전주문정초등학교는 대한민국 전북특별자치도 전주시 완산구 평화동3가에 있는 공립 초등학교이다.

## 학교 연혁
- 1955.04.01 문정국민학교 개교(1~3학년 4학급)
- 1957.11.06 전주시로 편입
- 1984.03.25 병설유치원 개원
- 1996.03.01 전주문정초등학교로 개명
- 2022.09.01 제29대 박연주 교장 부임
- 2022.12.30 제65회 졸업 6명 총 4,753명
- 2023.12.29 제66회 졸업 6명 총 4,760명
- 2024.03.01 40학급 편성

## 학교 상징
- 교목 - 소나무 : 사시사철 변함없이 푸르름을 간직하고 있는 소나무의 절개는 문정 어린이들의 변치않는 정직함과 성실성을 나타냅니다.
- 교화 - 매화 : 혹한의 세월을 견디어 고고하게 눈속에서도 꽃을 피워내는 매화는 문정 어린이들의 강인한 정신력과 불변의 마음을 나타냅니다.
- 교수(校獸) - 호랑이 : 온 천하를 호령하는 기상의 호랑이는 금수의 왕이라 불리는 용맹함의 상징인 영물입니다. 이는 호랑이처럼 용감하게 미래를 이끌어나가는 차세대 리더가 될 문정 어린이를 나타냅니다.
- 교조 - 비둘기 : 평화를 상징하는 비둘기는 순수함과 고운 심성을 간직하여 널리 세상을 이롭게 하는 문정 어린이를 나타냅니다.

## 참고 자료
- 전주문정초등학교 - 한국교육학술정보원 학교알리미